# Mervyn Rose
Mervyn Gordon Rose (23. ledna 1930 Coffs Harbour – 23. července 2017 Coffs Harbour) byl australský tenista. Podle statistik Lance Tingaye byl v roce 1958 světovou singlovou trojkou. Ve dvouhře vyhrál australský grandslam v roce 1954 a Roland Garros 1958. Ve Wimbledonu i na US Open bylo jeho maximem semifinále. Úspěchy sbíral i v mužské čtyřhře, kde si připsal dva tituly na newyorském grandslamu (1952, 1953), jeden ve Wimbledonu (1954) a jeden v Austrálii (1954). Sesbíral tyto úspěchy s krajanem Rexem Hartwigem, s výjimkou amerického titulu, který získal spolu s Američanem Vicem Seixasem. V Paříži hrál dvakrát deblové finále (1953, 1957). V mixu pak do sbírky přidal jeden wimbledonský triumf (1957), ve dvojici s Američankou Darlene Hardovou. Hrál též dvakrát pařížské finále smíšené čtyřhry (1951, 1953) a jedno newyorské (1951). S australskou reprezentací získal dva Davisovy poháry (1951, 1957). Odehrál v této soutěži tři utkání, dvě prohrál, jedno vyhrál. V roce 1959 přešel k profesionálům. Po skončení hráčské kariéry se stal trenérem, vedl například Billie Jean Kingovou, Margaret Courtovou, Arantxu Sánchezovou Vicariovou, Eleni Daniilidouovou nebo Naděždu Petrovovou. Roku 2001 byl uveden do Mezinárodní tenisové síně slávy. V roce 2006 obdržel Řád Austrálie.